# فرانتز اولریش هارتل
فرانتز اولریش هارتل (انگلیسی: Franz-Ulrich Hartl؛ زادهٔ ۱۰ مارس ۱۹۵۷) دانشمند در زمینه زیست‌شیمی اهل آلمان است.
وی همچنین برندهٔ جوایزی همچون جایزه گاردینر، جایزه مرکز پزشکی آلبانی، و جایزه لوئیزا گراس هوروویتس شده‌است.